# Andrew Wyntoun
Andrew Wyntoun, connu comme  Andrew de Wyntoun (v. 1350 – v. 1423), est un chroniqueur, poète écossais, chanoine et prieur de Loch Leven, puis chanoine à Saint Andrews.
Andrew Wyntoun est célèbre pour avoir complété un poème à huit pieds nommé Orygynale Cronykil of Scotland (qui mentionne Robin des Bois). Wyntoun écrit cette Chronicle à la requête de son patron, Jean de Wemyss, dont le représentant, Eskine Wemyss du château de Wemyss, dans le Fife, possède le plus ancien manuscrit existant de ce travail. Cette chronique parle de l'histoire de l'Écosse des temps les plus reculés à l'accession au trône de Jacques Ier en 1406.
Les huit manuscrits originaux de l'Orygynale Cronykil of Scotland sont toujours existants aujourd'hui et sont préservés à plusieurs endroits. Trois d'entre eux sont conservés à la British Library, deux sont détenus par l'Advocates' Library d'Édimbourg, un se trouve à la bibliothèque de l'université de St Andrews, un autre au château de Wemyss et le huitième se trouve à Duns dans le Berwickshire et est la propriété de John Fergusson. La première édition des chroniques est publiée par David Macpherson en 1795.